# Triquerville
Triquerville ist eine Commune déléguée in der französischen Gemeinde Port-Jérôme-sur-Seine mit 393 Einwohnern  (Stand 1. Januar 2022) im Département Seine-Maritime in der Region Normandie. Die Einwohner werden Triquervillais genannt. Seit dem 1. Januar 2016 ist die frühere Gemeinde Teil der Commune nouvelle Port-Jérôme-sur-Seine. Sie gehörte zum Arrondissement Le Havre und zum Kanton Notre-Dame-de-Gravenchon (bis 2015: Kanton Lillebonne).

## Geographie
Triquerville liegt etwa 42 Kilometer östlich von Le Havre im Pays de Caux.

## Bevölkerungsentwicklung
| 1962                      | 1968 | 1975 | 1982 | 1990 | 1999 | 2006 | 2013 |
| ------------------------- | ---- | ---- | ---- | ---- | ---- | ---- | ---- |
| 171                       | 205  | 236  | 307  | 350  | 348  | 388  | 364  |
| Quelle: Cassini und INSEE |      |      |      |      |      |      |      |

## Sehenswürdigkeiten
- Kirche Saint-Jean-Baptiste aus dem 19. Jahrhundert, seit 2013 Monument historique

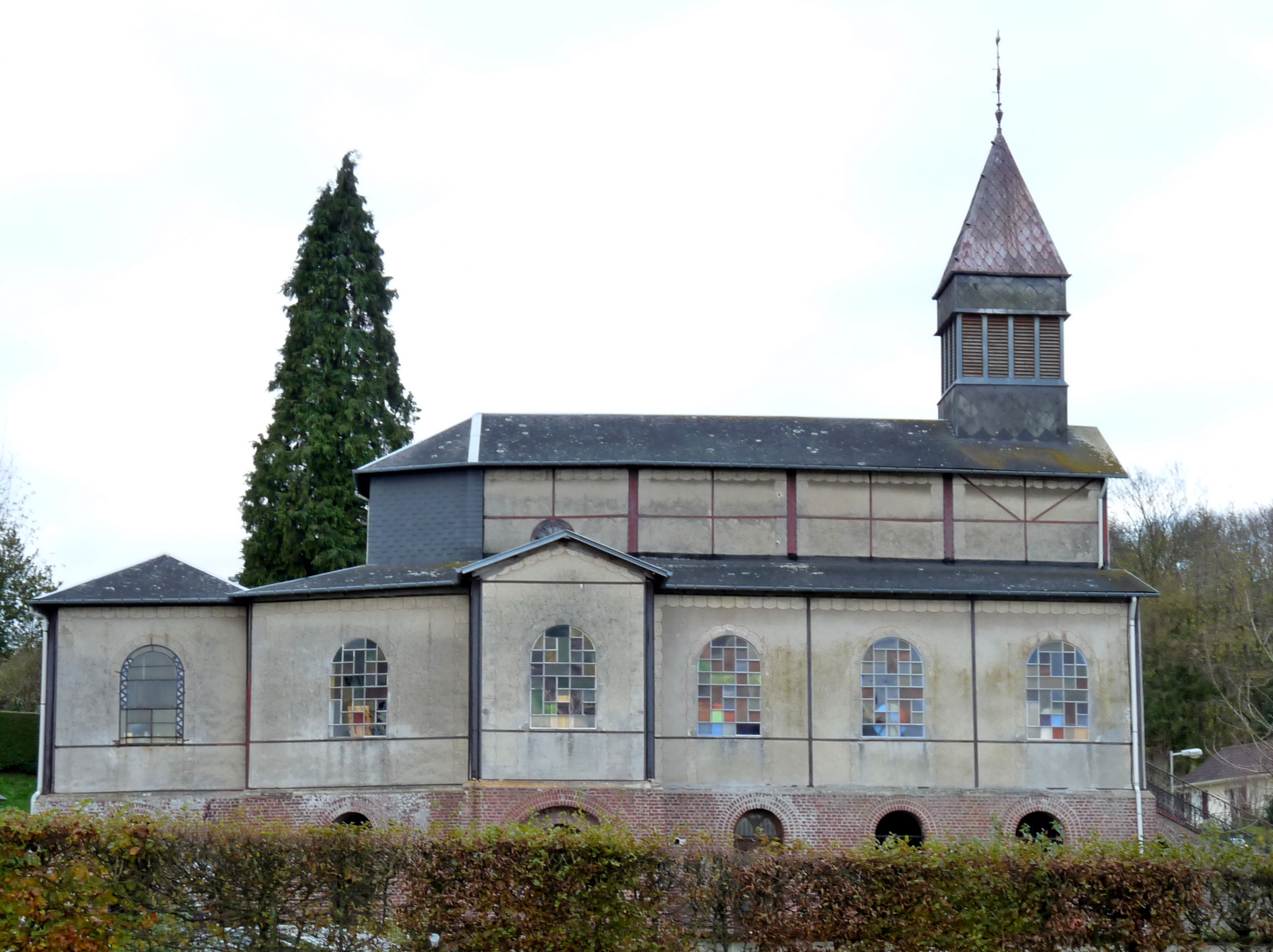
Kirche Saint-Jean-Baptiste

- Schloss aus dem 17. Jahrhundert